# Амір Газемі Монжазі
Амір Газемі Монжазі Мохаммедалі (перс. امیر قاسمی‌منجزی; нар. 23 січня 1988) — іранський борець греко-римського стилю, дворазовий чемпіон Азії, бронзовий призер Кубку світу, срібний та бронзовий призер чемпіонатів світу серед студентів.

## Життєпис
У 2008 році став чемпіоном Азії серед юніорів.

## Спортивні результати на міжнародних змаганнях

### Виступи на Чемпіонатах світу
| Змагання                        | Збірна | Вагова категорія                  | Місце |
| ------------------------------- | ------ | --------------------------------- | ----- |
| Чемпіонат світу з боротьби 2019 | Іран   | греко-римська боротьба, до 130 кг | 5     |

### Виступи на Чемпіонатах Азії
| Змагання                       | Збірна | Вагова категорія                  | Місце  |
| ------------------------------ | ------ | --------------------------------- | ------ |
| Чемпіонат Азії з боротьби 2016 | Іран   | греко-римська боротьба, до 130 кг | Золото |
| Чемпіонат Азії з боротьби 2019 | Іран   | греко-римська боротьба, до 130 кг | Золото |

### Виступи на Кубках світу
| Змагання                    | Збірна | Вагова категорія                  | Місце  |
| --------------------------- | ------ | --------------------------------- | ------ |
| Кубок світу з боротьби 2012 | Іран   | греко-римська боротьба, до 120 кг | 12     |
| Кубок світу з боротьби 2013 | Іран   | греко-римська боротьба, до 120 кг | 11     |
| Кубок світу з боротьби 2017 | Іран   | греко-римська боротьба, до 130 кг | Бронза |

### Виступи на Чемпіонатах світу серед студентів
| Змагання                                        | Збірна | Вагова категорія                  | Місце  |
| ----------------------------------------------- | ------ | --------------------------------- | ------ |
| Чемпіонат світу з боротьби серед студентів 2010 | Іран   | греко-римська боротьба, до 120 кг | Срібло |
| Чемпіонат світу з боротьби серед студентів 2016 | Іран   | греко-римська боротьба, до 130 кг | Бронза |

### Виступи на інших змаганнях
| Змагання                                                         | Збірна | Вагова категорія                  | Місце  |
| ---------------------------------------------------------------- | ------ | --------------------------------- | ------ |
| Кубок Тахті 2009                                                 | Іран   | вільна боротьба, до 120 кг        | Бронза |
| Кубок Ядегара Імама 2010                                         | Іран   | греко-римська боротьба, до 120 кг | Бронза |
| Турнір Вехбі Емре 2011                                           | Іран   | греко-римська боротьба, до 120 кг | 7      |
| Кубок Ядегара Імама 2011                                         | Іран   | греко-римська боротьба, до 120 кг | Золото |
| Турнір Г. Картозія і В. Балавадзе 2011                           | Іран   | греко-римська боротьба, до 120 кг | Бронза |
| Кубок Владислава Пітласинські 2011                               | Іран   | греко-римська боротьба, до 120 кг | 8      |
| Золотий Гран-прі з боротьби 2012 (Стамбул)                       | Іран   | греко-римська боротьба, до 120 кг | Бронза |
| Кубок Ядегара Імама 2012                                         | Іран   | греко-римська боротьба, до 120 кг | Срібло |
| Кубок Ядегара Імама 2013                                         | Іран   | греко-римська боротьба, до 120 кг | Золото |
| Кубок Ядегара Імама 2014                                         | Іран   | греко-римська боротьба, до 130 кг | Бронза |
| Золотий Гран-прі з боротьби 2014 (Сомбатгей)                     | Іран   | греко-римська боротьба, до 130 кг | 9      |
| Меморіал Болата Турлиханова 2015                                 | Іран   | греко-римська боротьба, до 130 кг | Срібло |
| Кубок Тахті 2016                                                 | Іран   | греко-римська боротьба, до 130 кг | Золото |
| Олімпійський кваліфікаційний турнір з боротьби 2016 (Улан-Батор) | Іран   | греко-римська боротьба, до 130 кг | Золото |
| Кубок Владислава Пітласинські 2016                               | Іран   | греко-римська боротьба, до 130 кг | 8      |
| Клубний чемпіонат світу з боротьби 2016                          | Іран   | команда                           | Бронза |
| Гран-прі Парижа з боротьби 2017                                  | Іран   | греко-римська боротьба, до 130 кг | Золото |
| Турнір Г. Картозія і В. Балавадзе 2017                           | Іран   | греко-римська боротьба, до 130 кг | 8      |
| Клубний чемпіонат світу з боротьби 2018                          | Іран   | команда                           | Золото |
| Кубок Тахті 2019                                                 | Іран   | греко-римська боротьба, до 130 кг | Бронза |
| Турнір Вехбі Емре і Гаміта Каплана 2019                          | Іран   | греко-римська боротьба, до 130 кг | Золото |
| Клубний чемпіонат світу з боротьби 2019                          | Іран   | команда                           | Золото |

### Виступи на змаганнях молодших вікових груп
| Змагання                                      | Збірна | Вагова категорія           | Місце  |
| --------------------------------------------- | ------ | -------------------------- | ------ |
| Чемпіонат Азії з боротьби серед юніорів 2008  | Іран   | вільна боротьба, до 120 кг | Золото |
| Чемпіонат світу з боротьби серед юніорів 2008 | Іран   | вільна боротьба, до 120 кг | 7      |